# تت هلم
تت هلم (استونیایی: Teet Helm؛ زادهٔ ۸ دسامبر ۱۹۴۹) سیاستمدار و نماینده سابق اهل استونی است.